# Прунду (Телеорман)
Прунду (рум. Prundu) насеље је у Румунији у округу Телеорман у општини Лунка. Oпштина се налази на надморској висини од 36 m.

## Становништво
Према подацима из 2002. године у насељу је живело 1353 становника, од којих су сви румунске националности.